# Rumaucourt
Rumaucourt és un municipi francès situat al departament del Pas de Calais i a la regió dels Alts de França. L'any 2007 tenia 700 habitants.

## Demografia

### Població
El 2007 la població de fet de Rumaucourt era de 700 persones. Hi havia 257 famílies de les quals 59 eren unipersonals (24 homes vivint sols i 35 dones vivint soles), 91 parelles sense fills, 91 parelles amb fills i 16 famílies monoparentals amb fills.
La població ha evolucionat segons el següent gràfic:
Habitants censats

### Habitatges
El 2007 hi havia 271 habitatges, 253 eren l'habitatge principal de la família, 6 eren segones residències i 12 estaven desocupats. Tots els 271 habitatges eren cases. Dels 253 habitatges principals, 226 estaven ocupats pels seus propietaris, 27 estaven llogats i ocupats pels llogaters i 1 estava cedit a títol gratuït; 1 tenia una cambra, 4 en tenien dues, 20 en tenien tres, 63 en tenien quatre i 166 en tenien cinc o més. 192 habitatges disposaven pel capbaix d'una plaça de pàrquing. A 105 habitatges hi havia un automòbil i a 116 n'hi havia dos o més.

### Piràmide de població
La piràmide de població per edats i sexe el 2009 era:
| Homes | Edats   | Dones |
| ----- | ------- | ----- |
| 0     | 95 o +  | 0     |
| 0     | 90 a 94 | 8     |
| 0     | 85 a 89 | 4     |
| 0     | 80 a 84 | 8     |
| 4     | 75 a 79 | 8     |
| 8     | 70 a 74 | 20    |
| 20    | 65 a 69 | 12    |
| 16    | 60 a 64 | 16    |
| 12    | 55 a 59 | 16    |
| 24    | 50 a 54 | 12    |
| 20    | 45 a 49 | 20    |
| 24    | 40 a 44 | 24    |
| 32    | 35 a 39 | 24    |
| 36    | 30 a 34 | 36    |
| 8     | 25 a 29 | 28    |
| 16    | 20 a 24 | 4     |
| 32    | 15 a 19 | 12    |
| 37    | 10 a 14 | 48    |
| 32    | 5 a 9   | 48    |
| 28    | 0 a 4   | 20    |

## Economia
El 2007 la població en edat de treballar era de 443 persones, 316 eren actives i 127 eren inactives. De les 316 persones actives 287 estaven ocupades (159 homes i 128 dones) i 29 estaven aturades (15 homes i 14 dones). De les 127 persones inactives 43 estaven jubilades, 46 estaven estudiant i 38 estaven classificades com a «altres inactius».

### Ingressos
El 2009 a Rumaucourt hi havia 257 unitats fiscals que integraven 661,5 persones, la mediana anual d'ingressos fiscals per persona era de 18.464 €.

### Activitats econòmiques
Dels 18 establiments que hi havia el 2007, 1 era d'una empresa extractiva, 1 d'una empresa alimentària, 1 d'una empresa de fabricació de material elèctric, 7 d'empreses de construcció, 3 d'empreses de comerç i reparació d'automòbils, 1 d'una empresa de transport, 1 d'una empresa d'hostatgeria i restauració, 1 d'una empresa d'informació i comunicació, 1 d'una empresa immobiliària i 1 d'una entitat de l'administració pública.
Dels 9 establiments de servei als particulars que hi havia el 2009, 2 eren tallers de reparació d'automòbils i de material agrícola, 1 paleta, 3 lampisteries, 2 electricistes i 1 empresa de construcció.
L'any 2000 a Rumaucourt hi havia 7 explotacions agrícoles que ocupaven un total de 308 hectàrees.

## Equipaments sanitaris i escolars
El 2009 hi havia una escola elemental integrada dins d'un grup escolar amb les comunes properes formant una escola dispersa.

## Poblacions més properes
El següent diagrama mostra les poblacions més properes.